# Radmani
Radmani is een plaats in de gemeente Poreč in de Kroatische provincie Istrië. De plaats telt 167 inwoners (2001).